# Неоунія

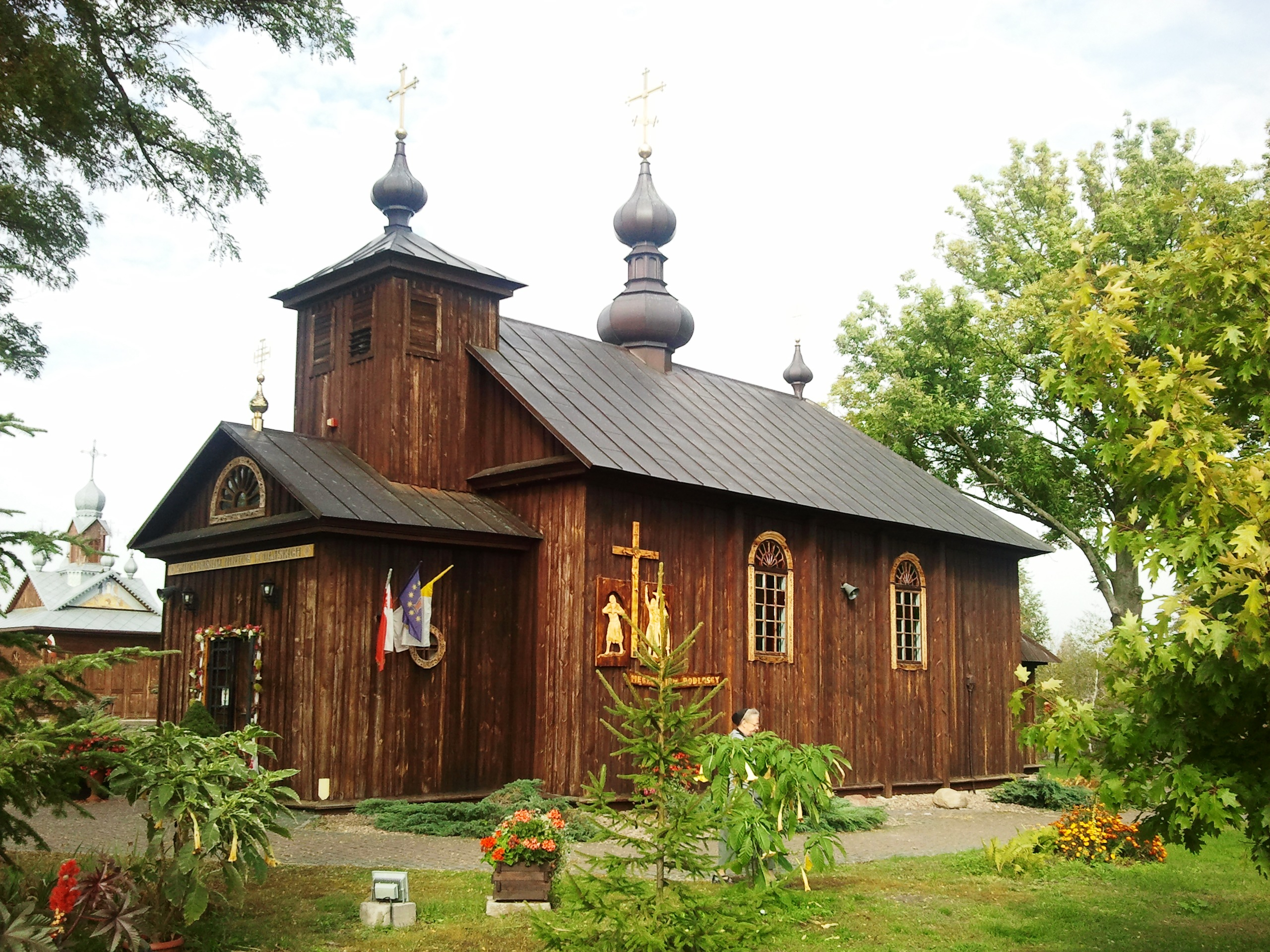
Храм сщмч. Микити в Костомлотах — нині єдина у Польщі католицька парафія східнослов'янського обряду (неоунійна)

Католицька церква візантійсько-слов'янського обряду в Польщі, неоунійна церква в Польщі — східна католицька церква, що діє в Польщі й використовує у своїй літургії синодальний візантійський обряд під назвою візантійсько-слов'янський.
У 2017 році вона налічувала 124 вірян (включно з одним священником), що належать до однієї парафії.

## Історія
Неоунія — це неофіційна назва акції поширення католицтва в східному обряді серед українського і білоруського населення Польщі у період між двома світовими війнами.
Неоунія була задумана як підготова до майбутніх дій Католицької церкви на сході Європи. Її ідеологами були єзуїти Михаїл Д'Ербіньї, Ян Урбан (з його журналом «Oriens» у Кракові) й ін., а виконавцями їхніх задумів польські римо-католицькі єпископи на північно-західних землях і Західній Білорусі. Священники східного обряду вивчали проблеми православного Сходу, дотримувались зовнішнього вигляду православного духовенства та мови й обрядовості Православної Церкви (зокрема російської синодальної). Священників для неоунії підготовляли латинські семінарії у Пінську та Вільні, які мали окремі курси східного християнства, та спеціальна східна духовна семінарія (пол. Papieskie Seminarium Wschodnie), відкрита у 1931 році у Дубному на Волині. Неоунія не була пов'язана з Греко-Католицькою Церквою в Галичині, діяльність якої конкордатом Польщі з Ватиканом 1925 року була обмежена Галичиною. Уніатів поза Галичиною підпорядковано римо-католицьким єпископам. Лише 1931 року апостольським візитатором для східного обряду іменовано єпископа редемпториста Миколая Чарнецького (місто Ковель на Волині), який, однак не мав повної юрисдикції.
Неоунія тривала до початку Другої світової війни, проте не виявила особливого поширення, бо в усій Польщі число «неоуніатів» становило лише 25 000 осіб та 46 священників.
У повоєнні роки в Польщі ще діяли 4 неоунійні парафії, які припинили своє існування внаслідок операції «Вісла» 1947 року. Після Другої світової війни у Візантійсько-слов'янській католицькій церкві юліанський календар був замінений григоріанським. У 1956 році відновила свою діяльність єдина діюча нині в Польщі громада візантійсько-слов'янського обряду в с. Костомолоти на Підляшші. Незначна кількість громад католицизму східного обряду, в які об'єднані переважно емігранти-білоруси, нині діє у Великій Британії, Франції, США, Канаді та деяких ін. країнах. Юрисдикцію над ними здійснює апостольська візитатура з центром у Лондоні.